# Kardelj
Kardelj je priimek v Sloveniji, ki ga je po podatkih Statističnega urada Republike Slovenije na dan 1. januarja 2010 uporabljalo 10 oseb.

## Znani nosilci priimka
- Aleš Kardelj (*1951), novinar
- Bojan Kardelj (1922—1978), novinar
- Borut Kardelj (1941—1971), pesnik (arhitekt)
- Edvard Kardelj (1910—1979), revolucionar, politik, publicist, ideolog, narodni heroj
- Janez Kardelj (1914—1942), igralec; padel kot borec
- Janez Kardelj (*1964), akademski slikar
- Pepca Kardelj (1914—1990), revolucionarka, prvoborka